# Vincas Jomantas
Vincas Jomantas (* 24. September 1922 in Kaunas, Litauen; † 19. Dezember 2001 in Melbourne, Australien) war ein litauisch-australischer Bildhauer.

## Leben
Da sein Vater ein Maler und Graphiker war, lernte Jomantas die Bildhauerei in dessen Atelier. Anschließend besuchte er die Kunstakademie in Vilnius und nach dem Zweiten Weltkrieg von 1946 bis 1948 die Akademie der Bildenden Künste München.
Im Jahr 1948 emigrierte Jomantas nach Australien, war zunächst in Perth und zog 1951 nach Melbourne. Er war ein Arbeiter in einer Holzfabrik in Western Australia und ein Anstreicher in Victoria und arbeitete in einer Möbelfabrik. Im Jahr 1961 wurde er als Dozent für Bildhauerei an der Kunstfakultät der Royal Melbourne Institute of Technology (RMIT) angestellt. Ab 1987 leitete er die dortige Bildhauerabteilung. In dieser Zeit entwickelte er sich zu einem Künstler der Abstrakten Kunst, wobei sein am meisten verwendetes Material Holz und Bronze war.

## Centre Five group
Im Jahr 1961 gab es Versammlungen der Centre Five Group of Sculptors, die Julius Kane organisierte. Die Centre 5 Group gab sich einen Fünf-Punkteplan. Zur Gruppe der Victorian Sculptor Society gehörten Clifford Last, Inge King, Norma Redpath, Vincas Jomantas, Teisutis Zikaras, Julius Kane und Lenton Parr. Einer der fünf Punkte ihres Plans war es, dass der Kontakt der Bildhauerei zur Öffentlichkeit verbreitert werden sollte und dass Gruppenausstellungen der Bildhauer stattfinden sollten. Als sie die Victorian Sculptors Society als Gruppe verließen, wurden ihre Gemeinschaftsausstellungen als Konkurrenzveranstaltungen betrachtet und dies führte zu einer tiefen Teilung der dortigen Bildhauergemeinschaft. Ihre ersten Gruppenausstellungen fanden in den Jahren 1963, 1964 und 1965 statt. Auch in den Jahren 1974 und 1984 wurden Werke dieser Bildhauer als Centre 5-Ausstellung vorgestellt.

## Werke
- Blue Bird (1957), National Gallery of Victoria in Melbourne
- Pursuit of scientific knowledge (1962), Ausstellung in der  Australian National University
- Awakening of Giants (1967), National Gallery of Australia in Canberra
- Gathering of Souls (1976), National Gallery of Victoria
- Landing object II (1992), McClelland Gallery and Sculpture Park in Melbourne
- Sun Temple (1996), Ausstellung in der Monash University